# Знак Гітлер'югенду

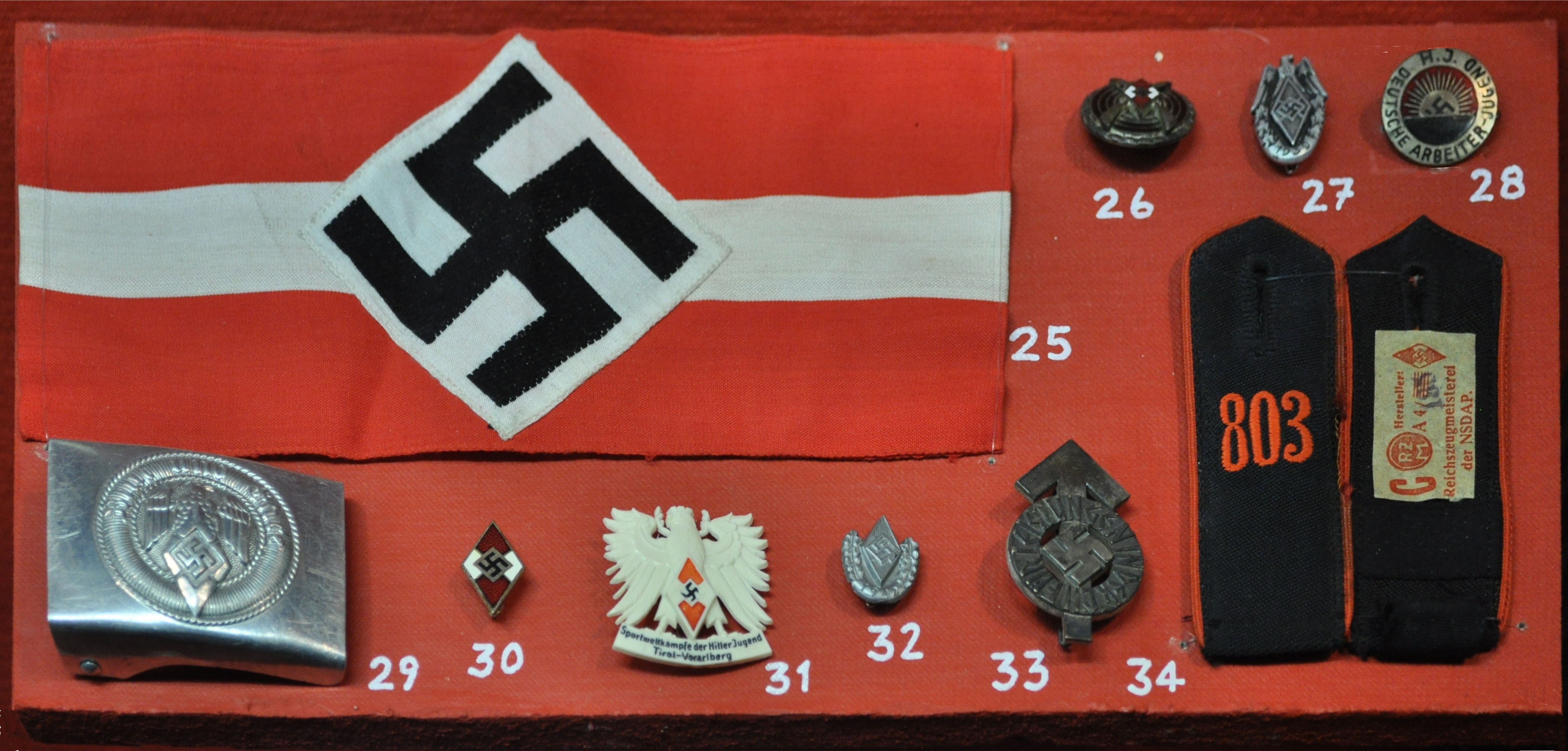
Атрибути члена Гітлер'югенду. № 30 — знак Гітлер'югенду.

Знак Гітлер'югенду (нім. Hitlerjugend Abzeichen) — нагорода Третього Рейху.

## Опис
Існувало 3 варіанти знаку:
- Знак Гітлер'югенду
- Золотий почесний знак Гітлер'югенду
- Золотий почесний знак Гітлер'югенду з дубовим листям

Знак мав форму ромба, на ньому була зображена емблема Гітлер'югенду
Золотий знак оточений тонкою (2 мм) гладенькою рамкою. Знак виготовлявся із позолоченої бронзи.
Золотий нак з дубовим листям виготовлявся із золота, а його рамка була прикрашена візерунком з дубового листя.

## Історія
Знак заснований у 1929 році (остаточні правила нагородження були сормовані в 1933 році) Бальдуром фон Ширахом для відзначення активних членів Гітлер'югенду або ж за вислугу років: право на отримання знаку мали всі члени організації у званні баннфюрера, а також члени СС, пов'язані із діяльністю Гітлер'югенду. Також існував спеціальний Знак Гітлер'югенду для гідних іноземців — нагороджували іноземних громадян, які допомагали діяльності Гітлер'югенду.
Золотий знак заснований 23 червня 1934 року для відзначення членів Юнгфольку, Гітлер'югенду та Союзу німецьких дівчат, які брали активну участь у святкуванні Дня імперської молоді в Постдамі 2 жовтня 1932 року. Останні заявки на отримання знаку пориймали 20 квітня 1939 року.
Існував також особливий варіант нагороди — знак з дубовим листям для нагородження вищих функціонерів Гітлер'югенду та високопоставлених державних діячів як в Німеччині, так і за кордоном. В 1942 році Бальдур фон Ширах отримав унікальний знак з дубовим листям, прикрашений рубінами та діамантами.
Золотий знак отримали 120—130 тисяч осіб, знак з дубовим листям — близько 400 осіб.